# بروتوكول الوصول إلى تكوين XML (XCAP)
بروتوكول الوصول إلى تكوين XML ( XCAP )
هو بروتوكول يسمح للمستخدم بقراءة وكتابة وتعديل بيانات تكوين التطبيق المخزنة بتنسيق XML على الخادم كما أنه يقوم بفتح قفل الأجهزة.

## نظرة عامة
يقوم XCAP بتعيين سمات عنصر مستند XML إلى عناوين بروتوكول نقل النص الفائق ، بحيث يمكن الوصول إلى هذه المكونات مباشرةً بواسطة العملاء باستخدام بروتوكول HTTP.
يتم أيضا استخدام خادم XCAP من قبل مستخدمي XCAP لتخزين البيانات مثل قوائم الأصدقاء وسياسة التواجد مع وجود SIP.

## الميزات
يتم دعم العمليات التالية عبر بروتوكول XCAP في تفاعل العميل والخادم:
- استرداد العنصر
- حذف العنصر
- تعديل العنصر
- إضافة العنصر

يمكن تنفيذ العمليات المذكورة أعلاه على العناصر التالية:
- مستند
- عنصر
- صفة

تعتمد آلية العنونة XCAP على لغة استعلام إكسباث ، والتي توفر القدرة على التنقل حول سلسلة XML.

## استخدامات التطبيق
يتم توفير التطبيقات التالية بواسطة خادم XCAP ، باستخدام المحدد auid أو ما يسمى (معرف التطبيق الفريد):
- قدرات XCAP (auid = xcap-caps ).
- قوائم الموارد (auid = قوائم الموارد ). تطبيق قوائم الموارد هو أي تطبيق يحتاج إلى الوصول إلى قائمة الموارد ، المحددة بواسطة URI ، والتي يمكن تطبيق العمليات عليها ، مثل الإصدارات التجريبية المجانية بدون اشتراكات.
- قواعد الحضور (auid = pres-rules ، org.openmobilealliance.pres-rules ). تطبيق قواعد الحضور هو تطبيق يستخدم سياسات التفويض ، والمعروفة أيضًا باسم قواعد التفويض ، لتحديد معلومات التواجد التي يمكن منحها للمراقبين ، ومتى.
- خدمات RLS (auid = خدمات rls ). تطبيق خدمات خادم قائمة الموارد (RLS) هو بروتوكول بدء الجلسة (SIP)
- معالجة XML (auid = معالجة XML ). يحدد استخدام تطبيق معالجة XML كيفية استخدام XCAP لمعالجة محتويات مستندات التواجد المستندة إلى XML.

## المعايير
يعتمد بروتوكول XCAP على معايير ROOT التالية:
يجب إضافة معيار قواعد org.openmobilealliance.pres للتطبيق هنا.

## وصلات خارجية
أوبن إكسكاب